# Gheorghieni, Cluj
Gheorghieni, colocvial Ghiurfalău, Giurfalău, (în maghiară Györgyfalva, în traducere „Satul lui Gheorghe”) este un sat în comuna Feleacu din județul Cluj, Transilvania, România.
Pe Harta Iosefină a Transilvaniei din 1769-1773 (Sectio 095), localitatea apare sub numele de „Györfalva”.

## Date geografice
Altitudinea medie: 583 m.
Pe teritoriul acestei localități se găsesc izvoare sărate, saramura fiind întrebuințată din vechi timpuri de către localnici. 

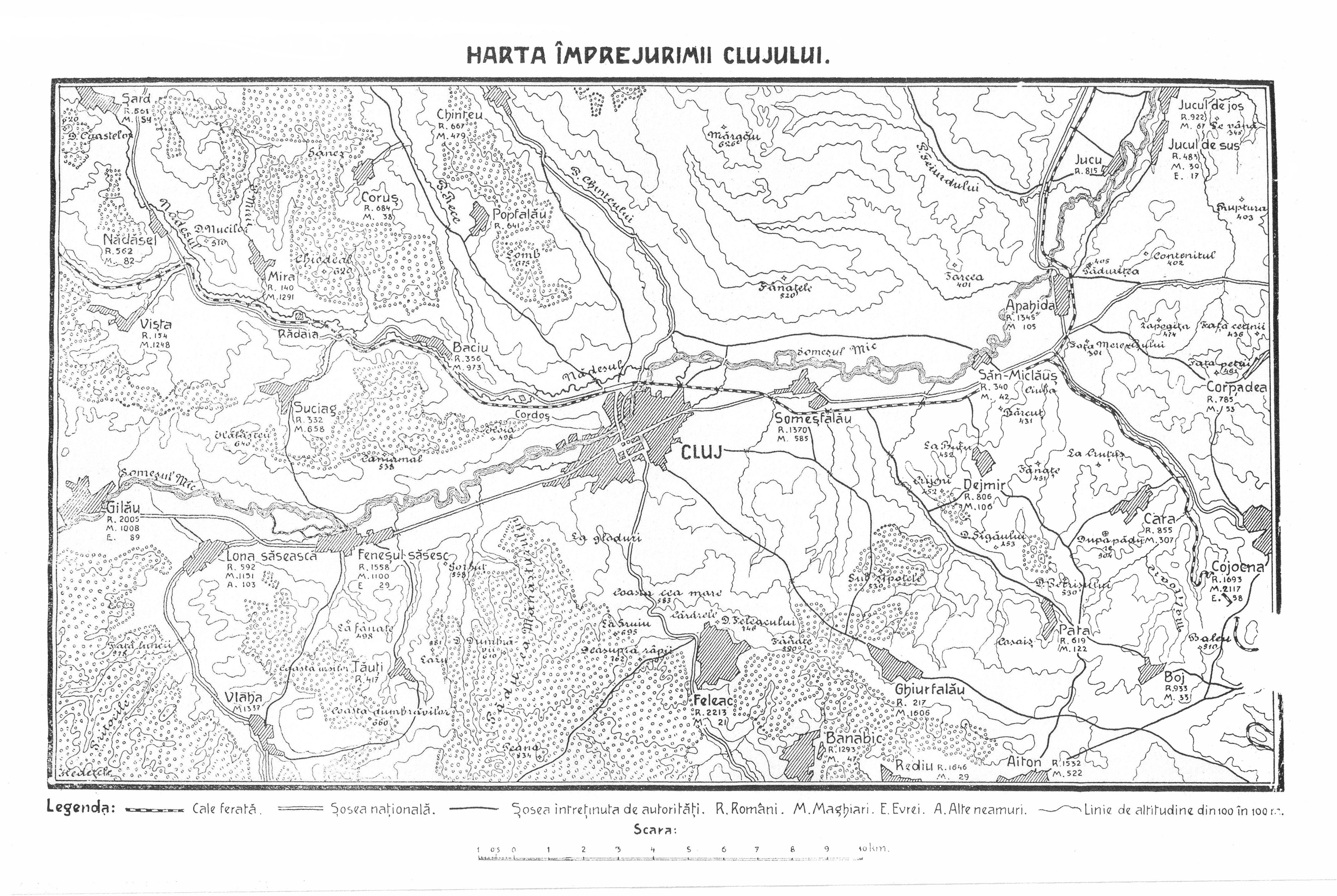
Harta împrejurimii Clujului

## Istoric
Satul a fost atestat documentar, prima oară, în anul 1332 sau doar 1333 sub denumirea de villa Georgii.
Pe fostul conac al familiei György se află inscripționat anul 1588.

## Demografie
De-a lungul timpului populația comunei a evoluat astfel:
(a) Copiii de la orfelinatul de stat în asistență maternală.

## Lăcașuri de cult
- Biserica Ortodoxă Română a fost construită din piatră în anul 1950, pe locul unei biserici mai vechi de lemn ce datează din anul 1913. A fost renovată și consolidată succesiv în anii 1964, 1966 și 1986-1989[7].
- Biserica Romano-Catolică, din secolul al XV-lea. Pe turnul sudic al bisericii se află o friză din anul 1570. Biserica este înscrisă pe lista monumentelor istorice din județul Cluj[8] elaborată de Ministerul Culturii și Patrimoniului Național din România în anul 2010.

## Galerie de imagini

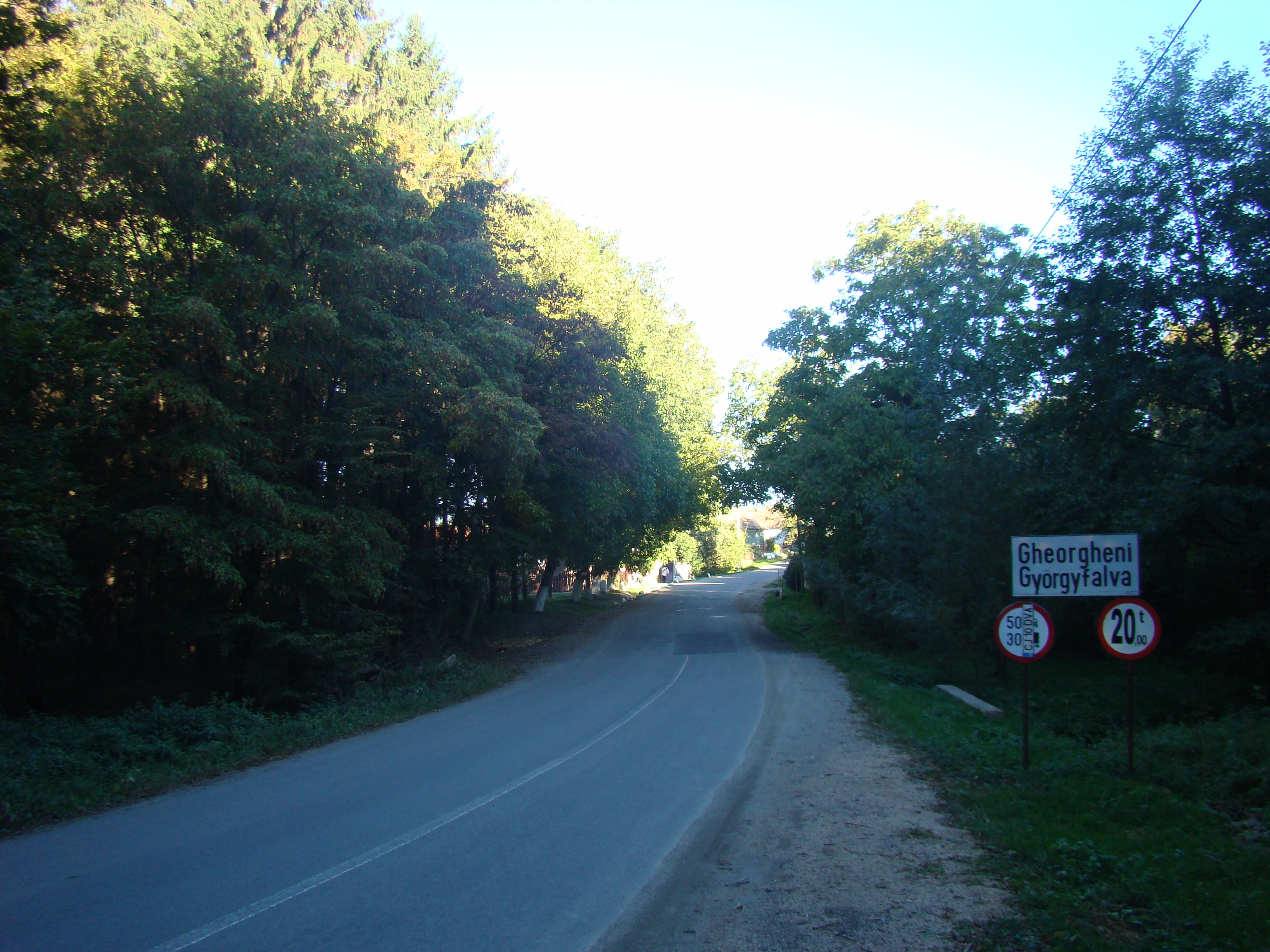
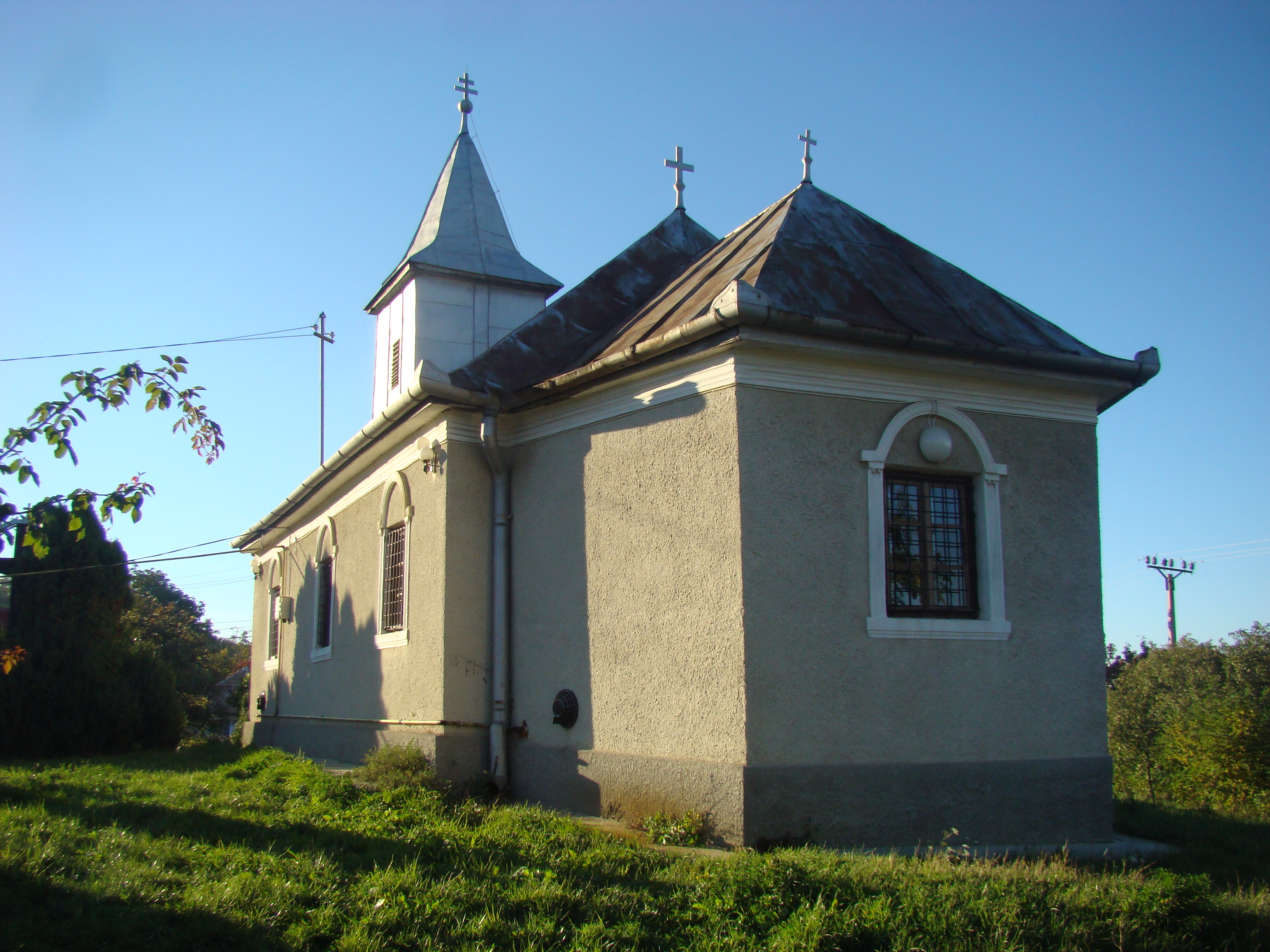
Biserica ortodoxă cu hramul „Sfinții Arhangheli Mihail și Gavriil”
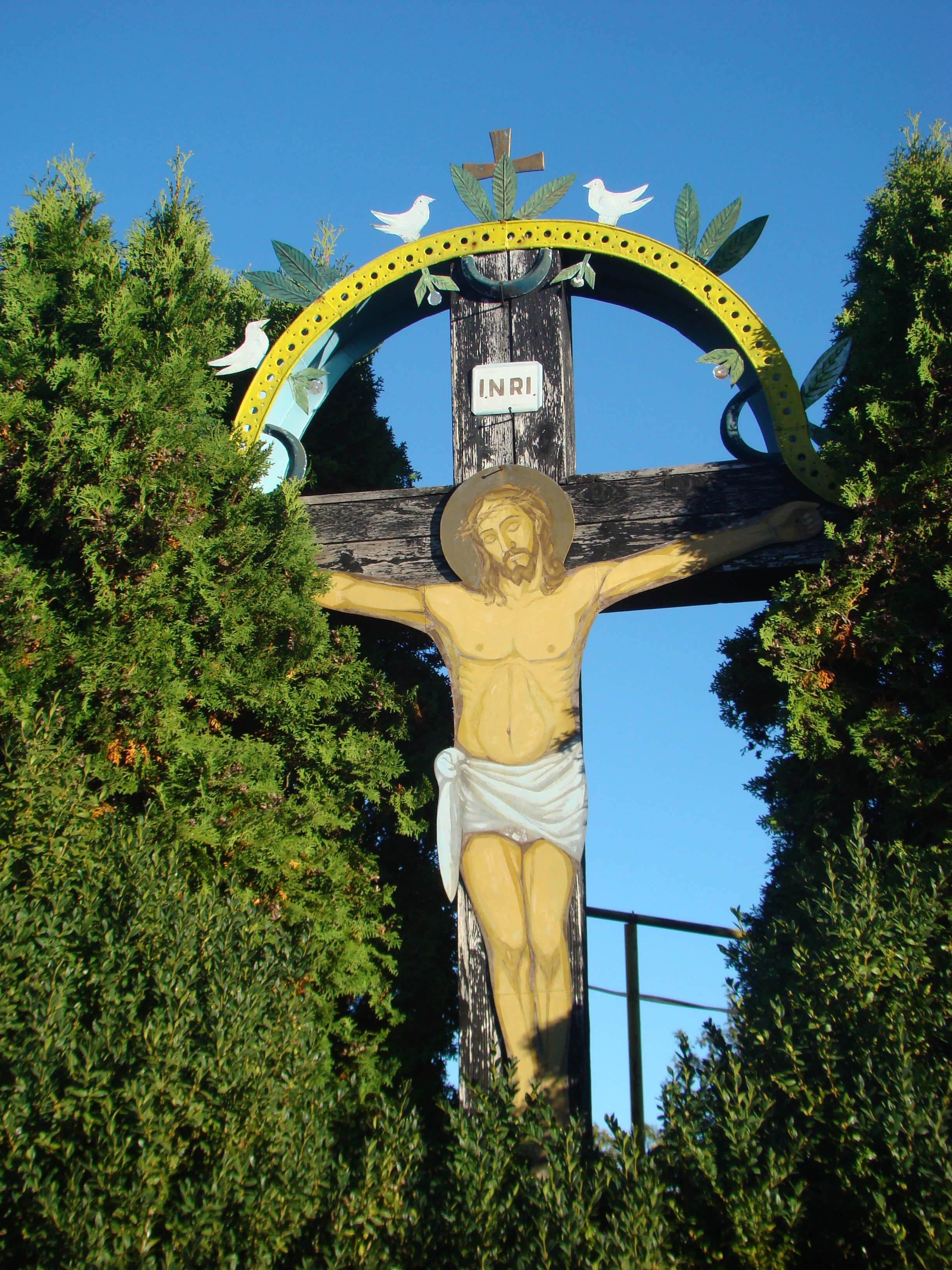
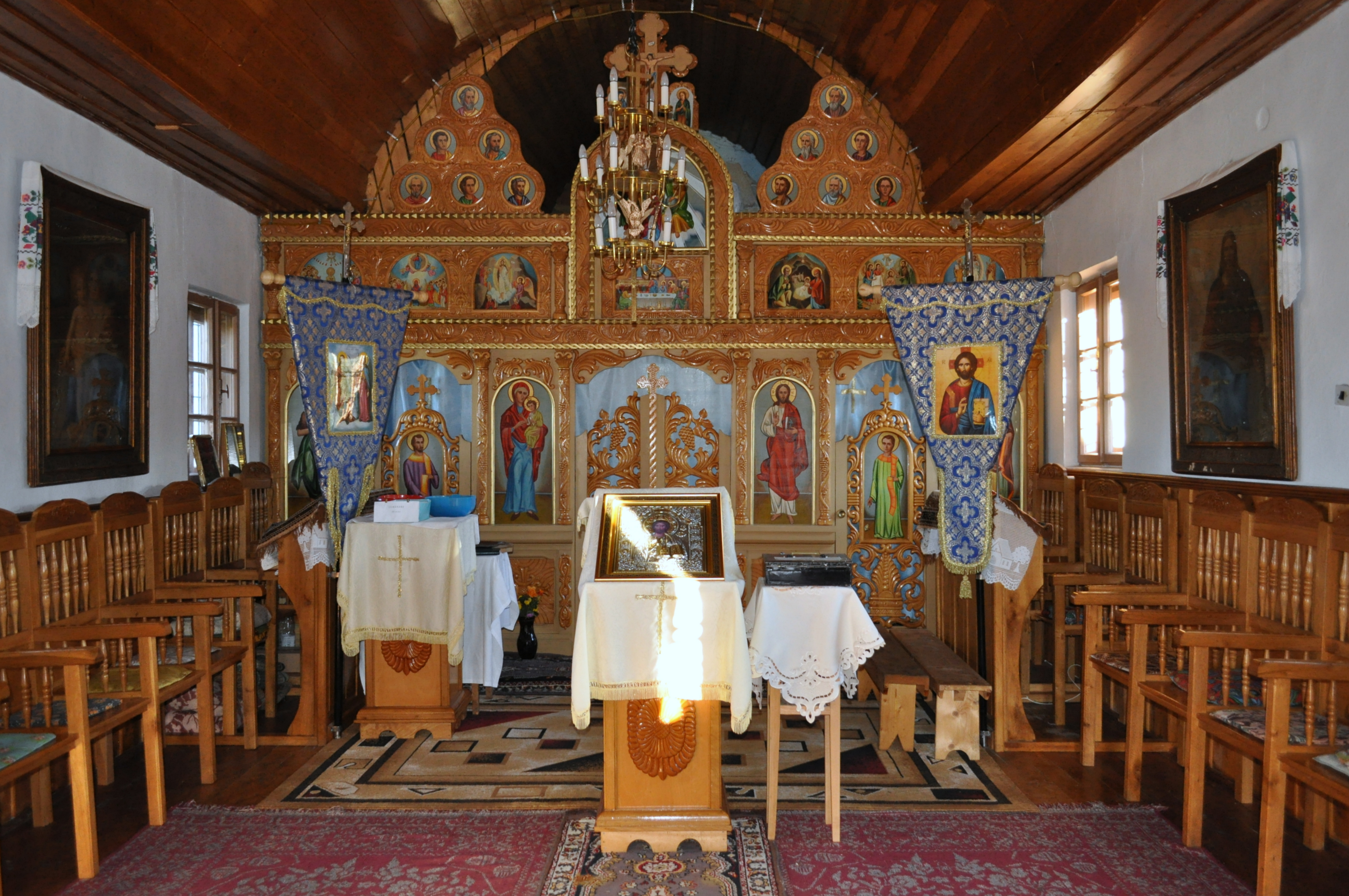
Biserica ortodoxă (nava spre iconostas)
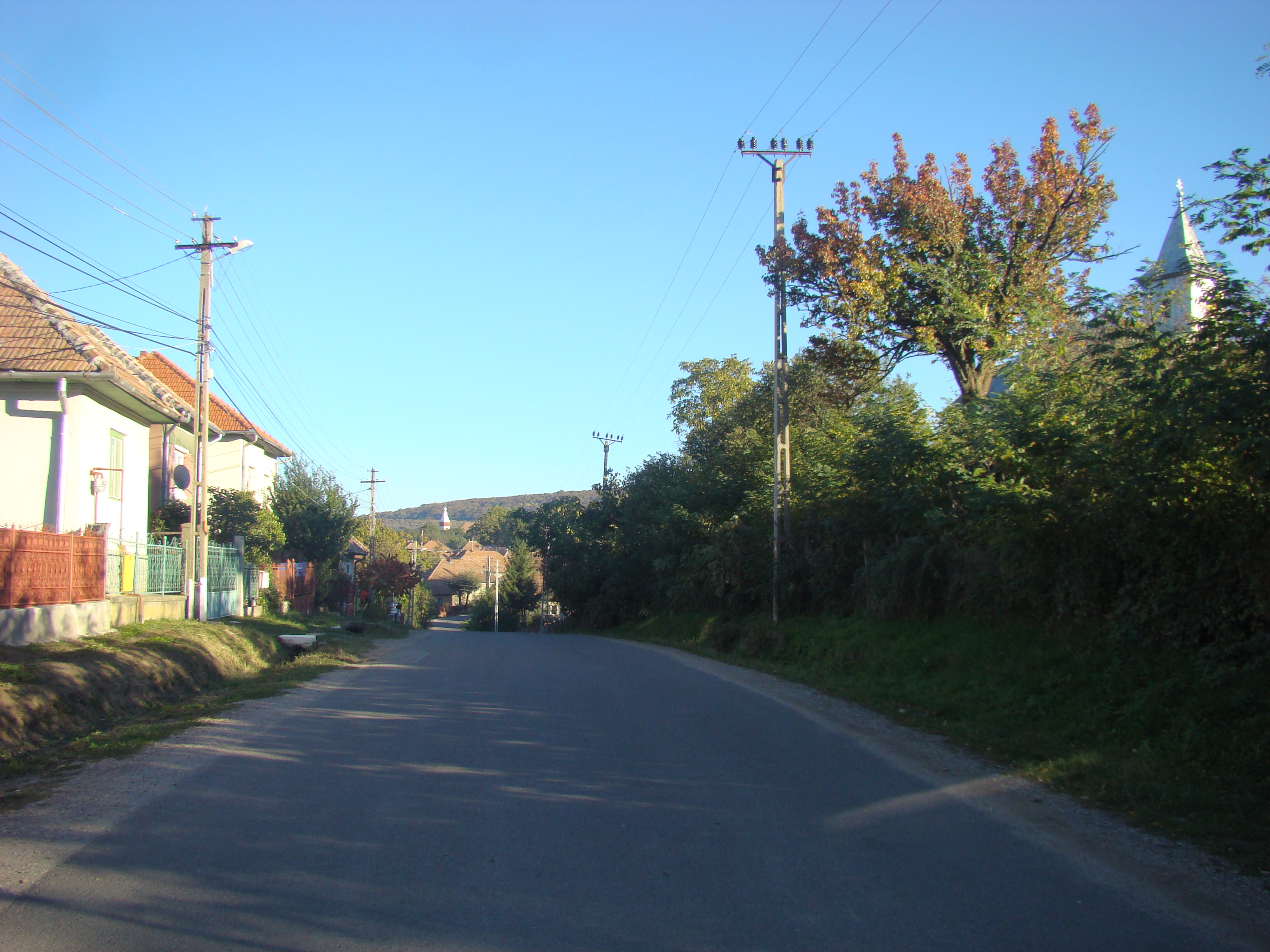
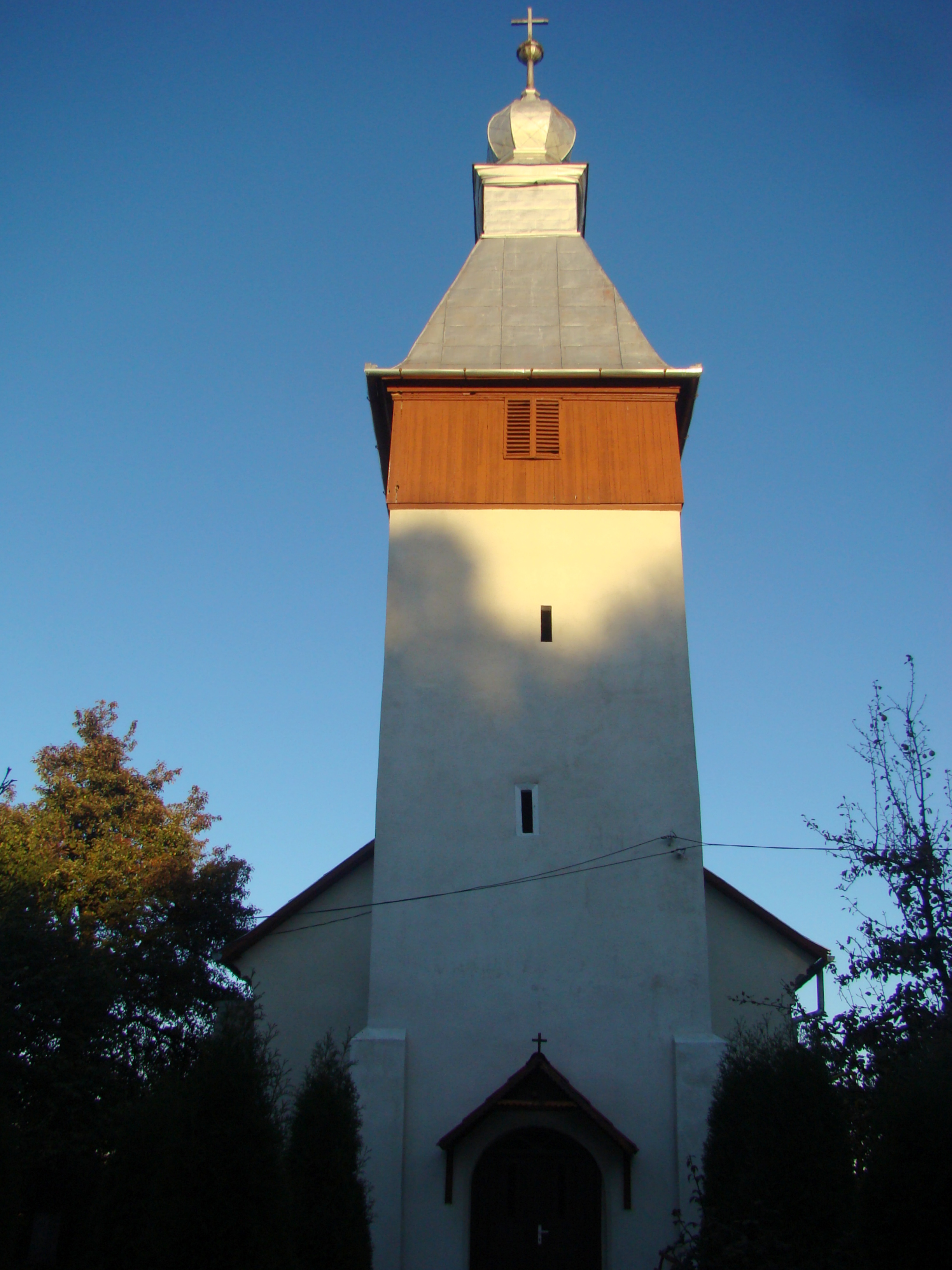
Biserica romano-catolică (secolul XV, monument istoric)
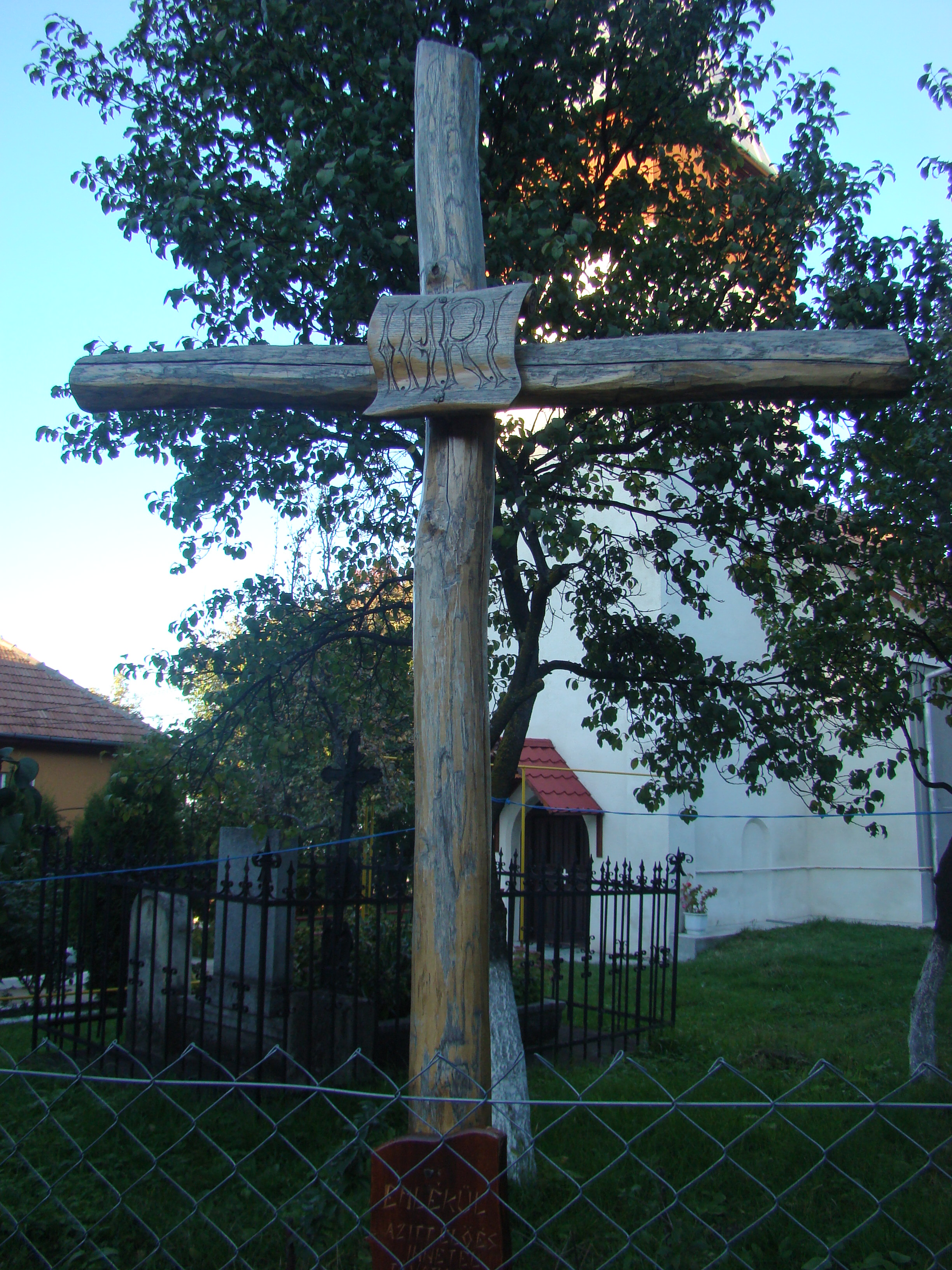
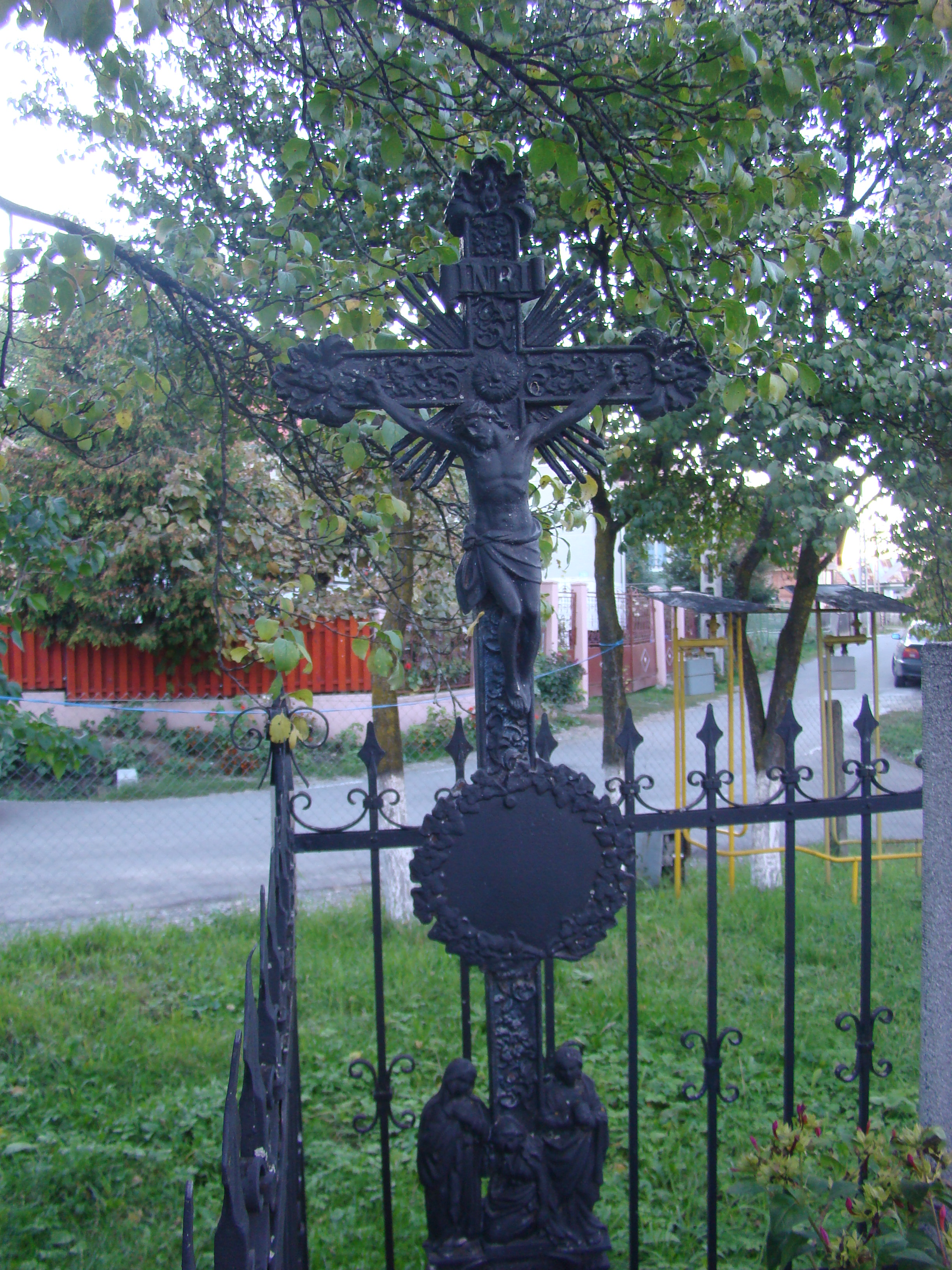
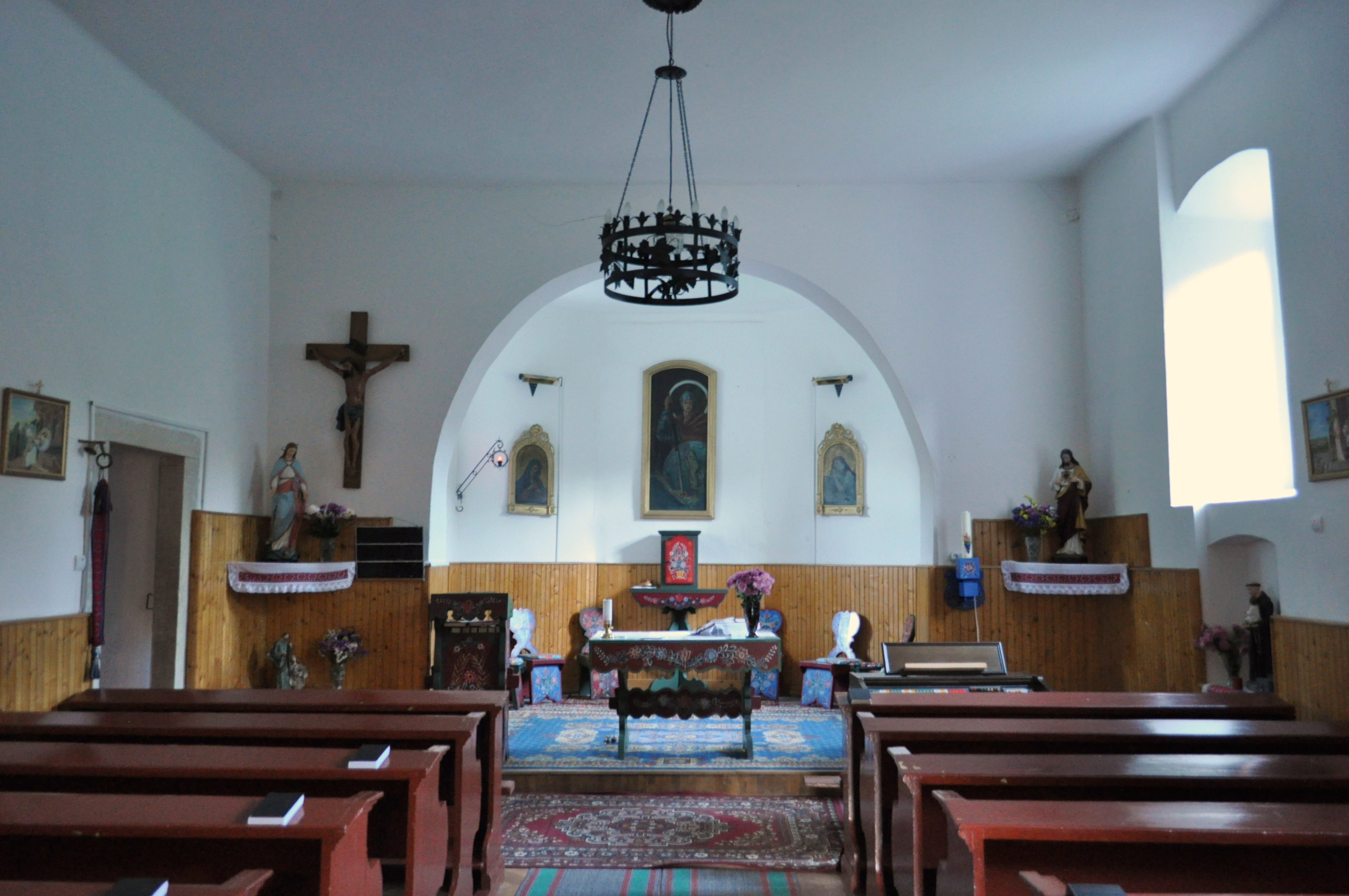
Biserica romano-catolică (interiorul navei)
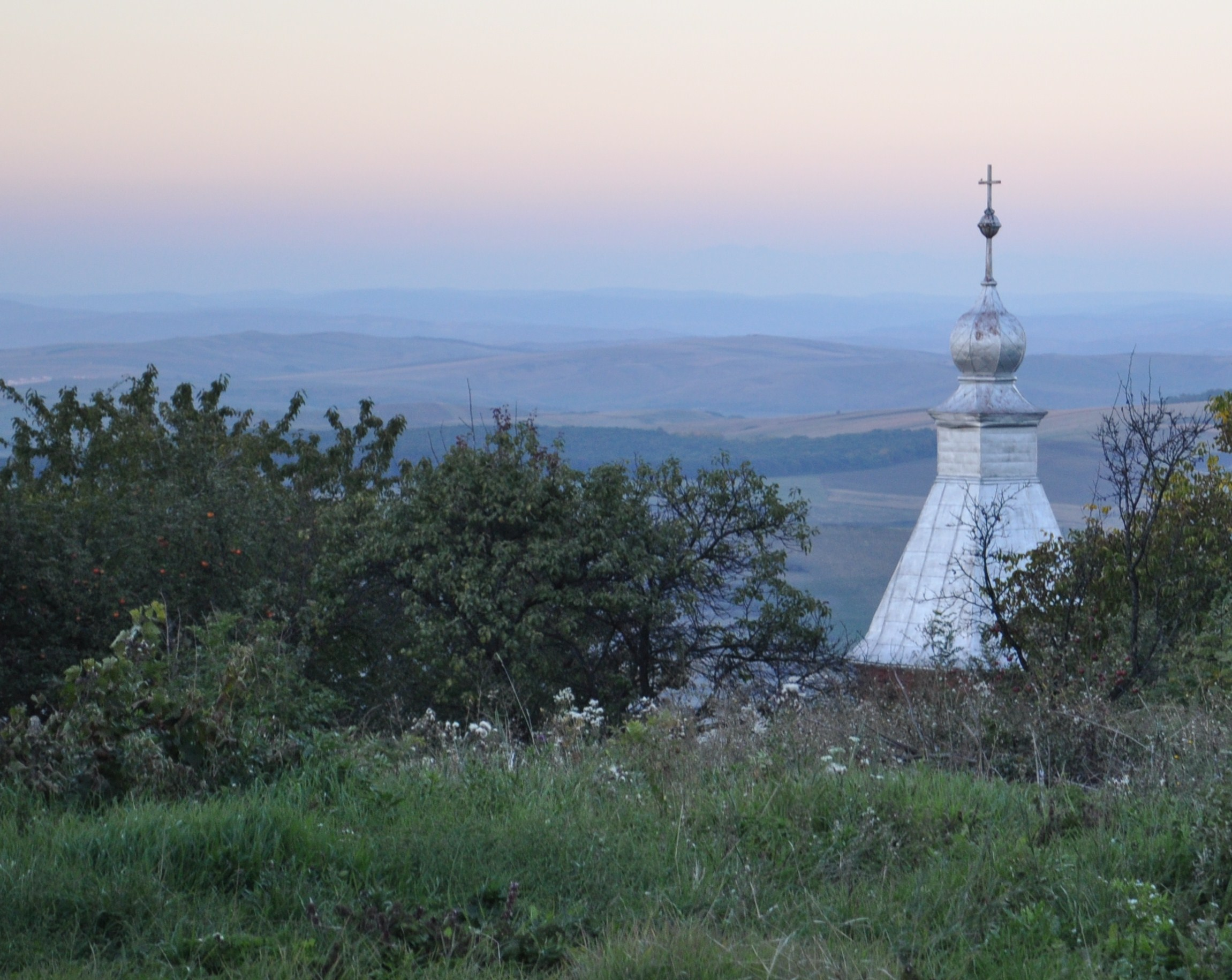
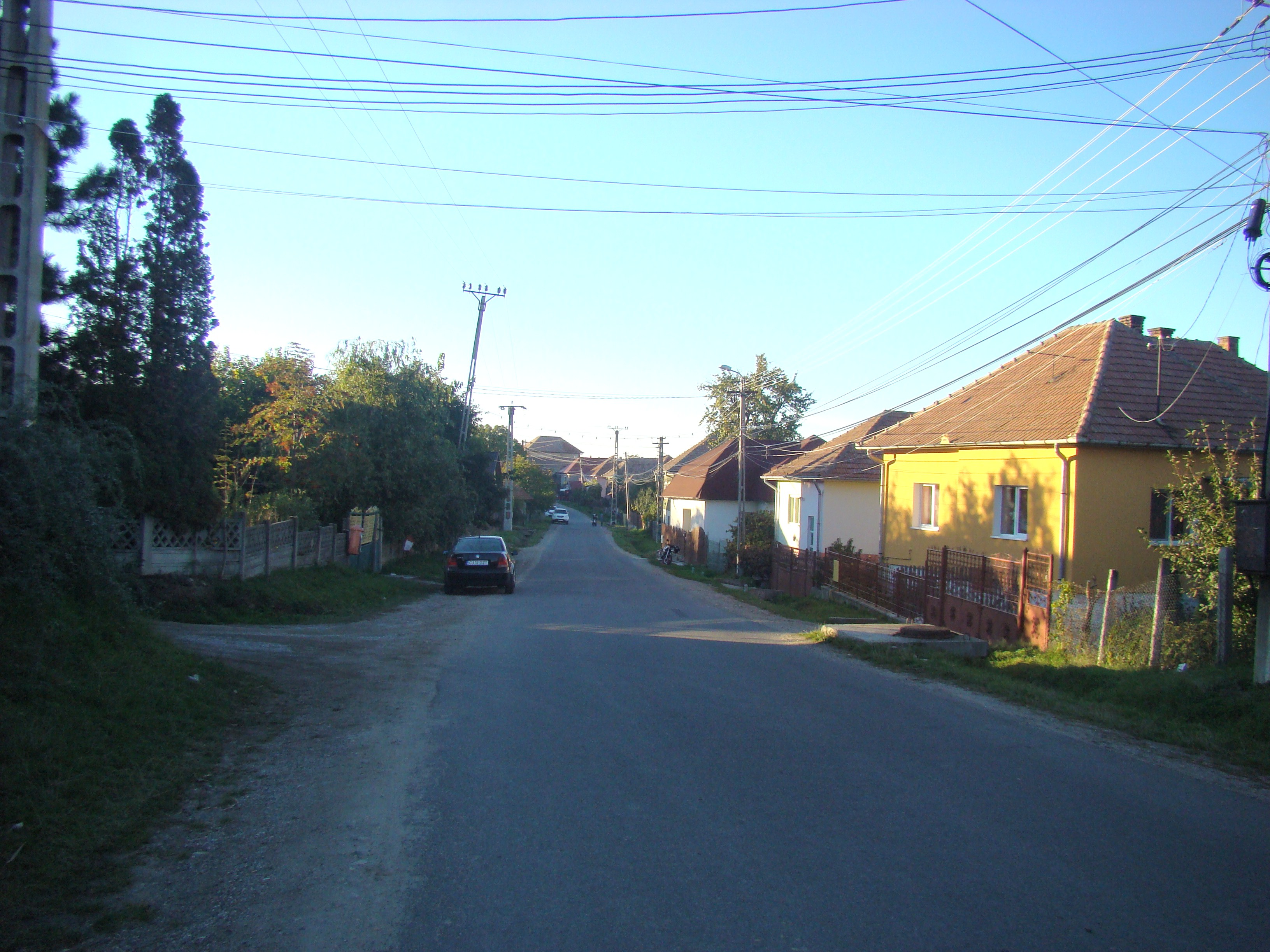
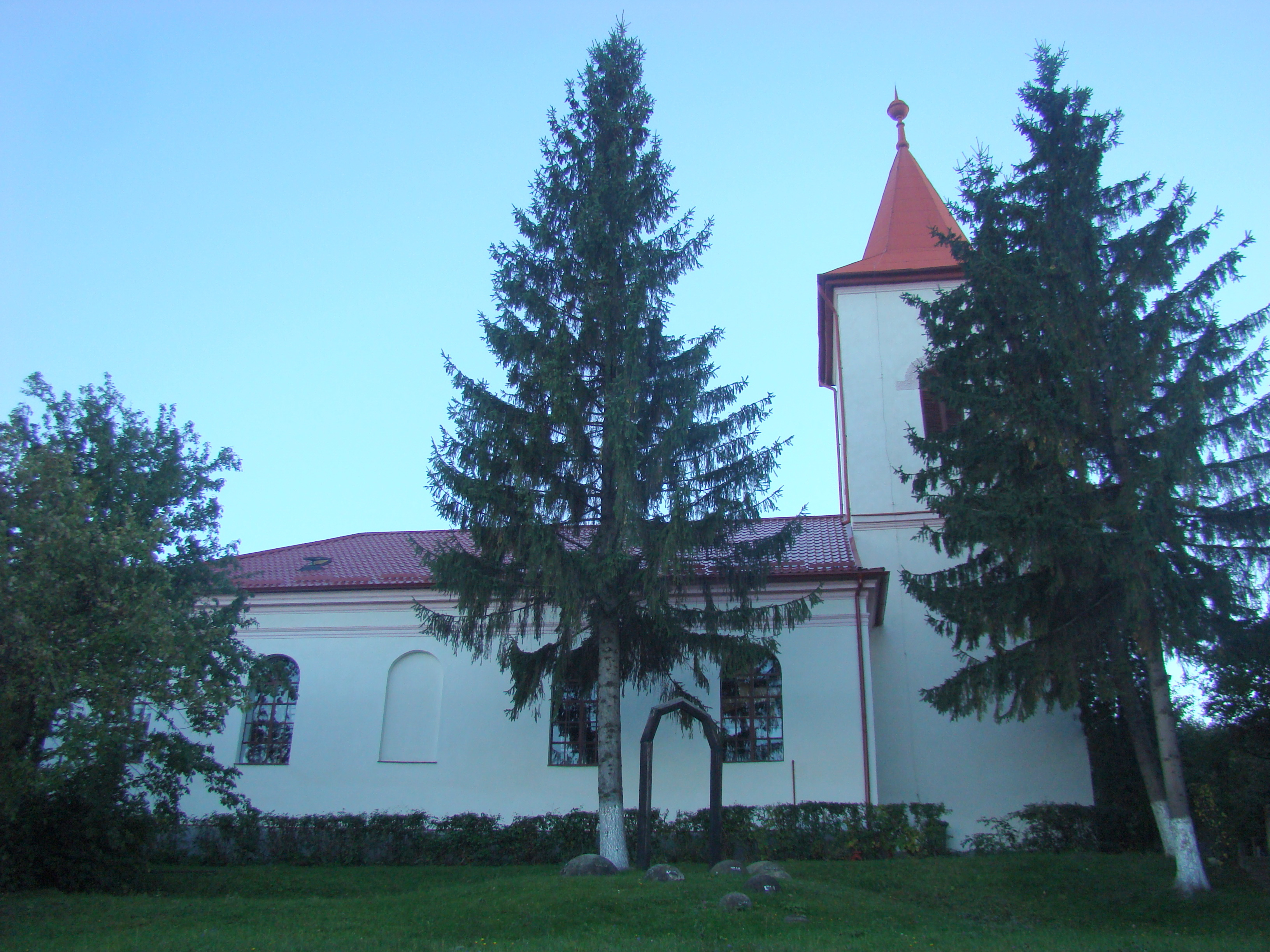
Biserica reformată (1887)
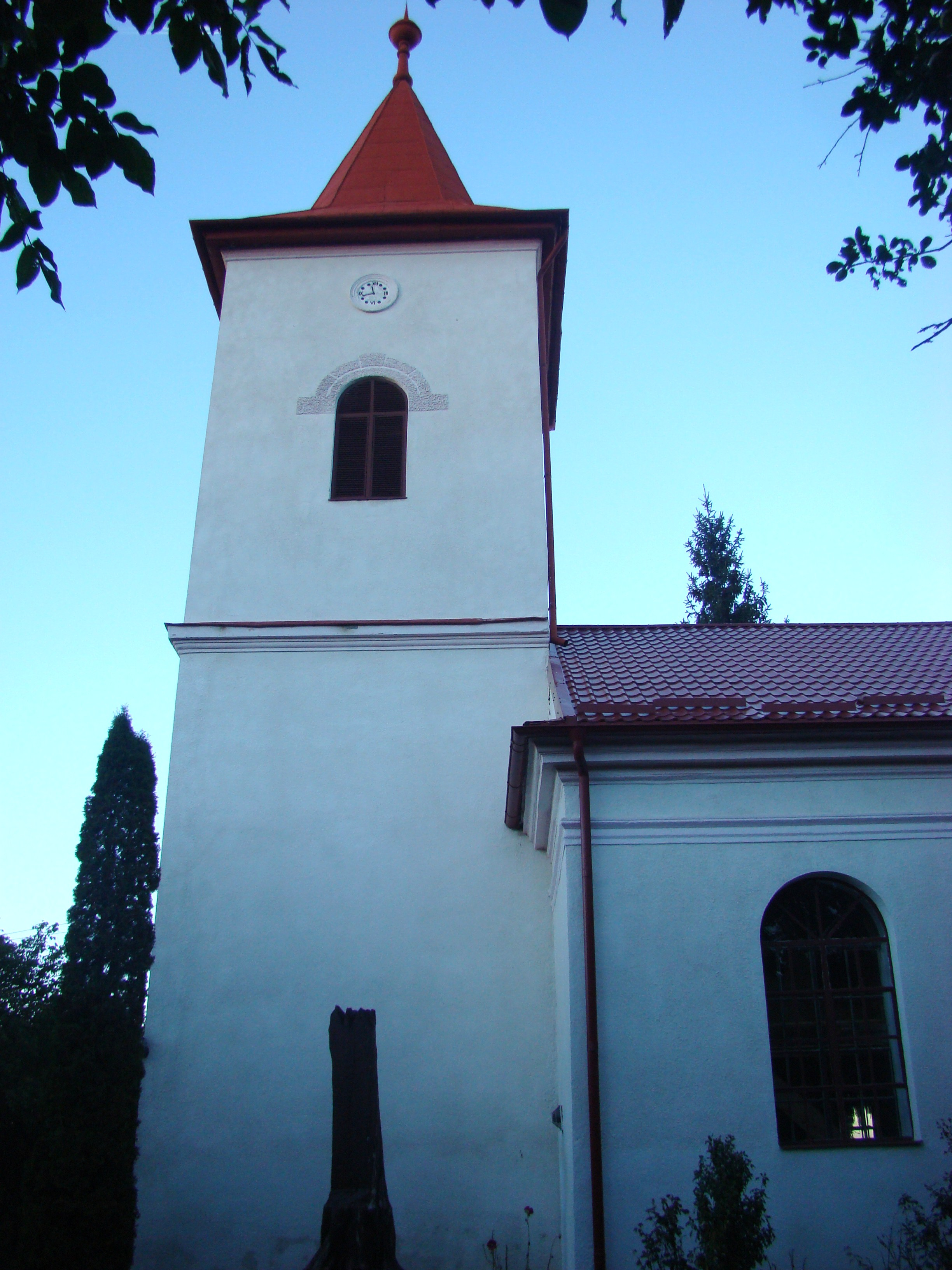
Biserica reformată (1887)
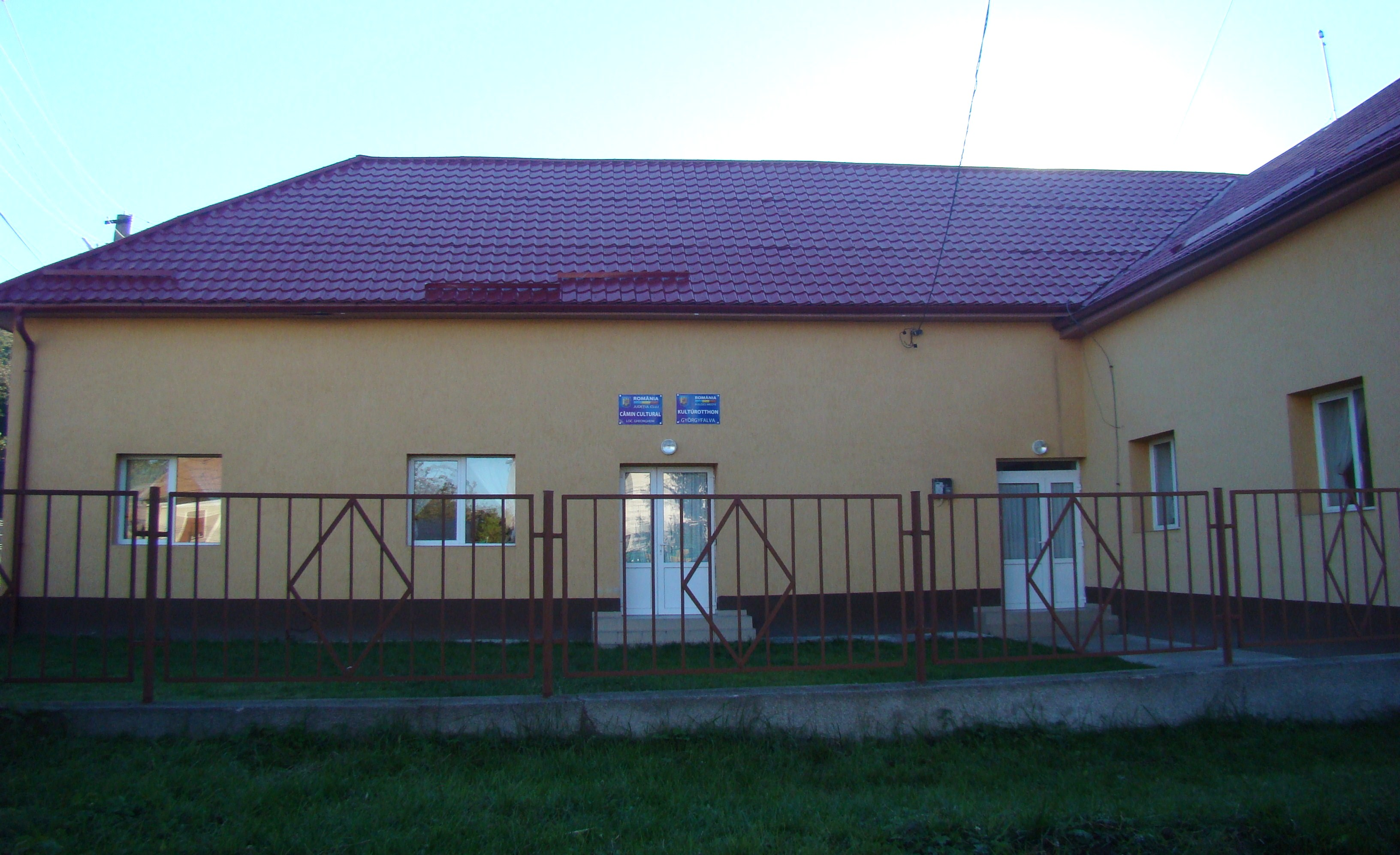
Căminul cultural
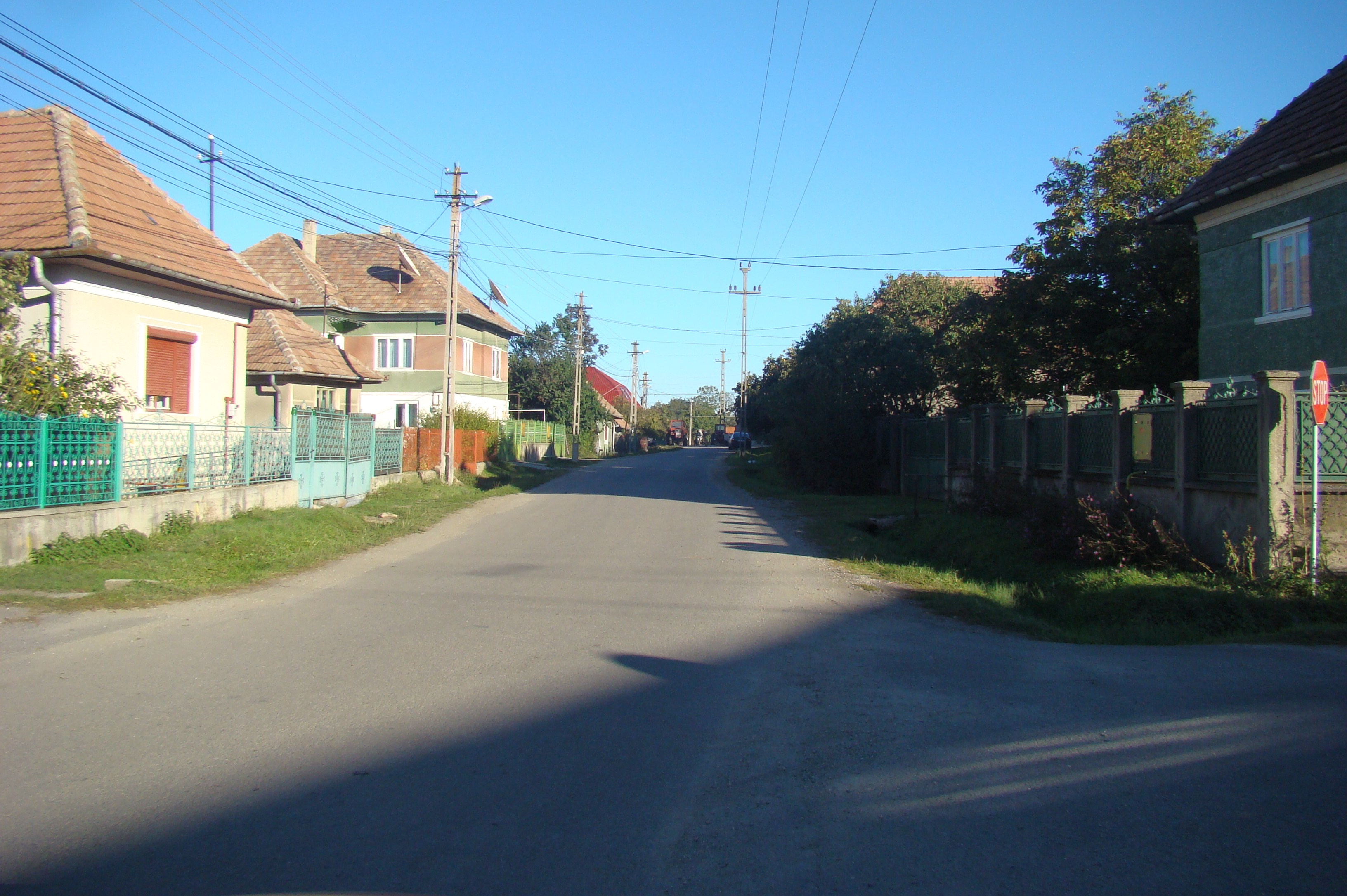